# John Kostecki
John Paul Kostecki (* 7. Juli 1964 in Pittsburgh) ist ein US-amerikanischer Segler. 
Er war zweimal Taktiker an Bord einer America’s-Cup-Yacht (1995 und 2000), ist zehnfacher Weltmeister verschiedener Klassen und gewann 1988 bei den Olympischen Spielen in Seoul (Korea) die Silbermedaille im Soling als Steuermann mit seiner Crew William Baylis und Robert Billingham. 2001/2002 führte er als Skipper beim Volvo Ocean Race die Leverkusener Yacht Illbruck zum Sieg. Nach einem kurzen Engagement beim America’s Cup Team BMW Oracle Racing war er als Wachführer und später auch als Skipper – er löste Neal McDonald ab – auf der schwedischen Yacht Ericsson beim Volvo Ocean Race 2005/2006 im Einsatz, wurde aber nur Fünfter (von sieben Teilnehmern). Ende 2006 unterschrieb er erneut beim Ericsson Team als Skipper für das nächste Volvo Ocean Race 2008/2009, trat aber im August 2007 aus familiären Gründen von seinem Posten als Skipper zurück.
2008 verpflichtete der neue CEO von BMW Oracle Racing, Russell Coutts, John Kostecki für die Afterguard seines Teams für die nächste Auflage des America’s Cups. Diese Auflage wurde zwischen Titelverteidiger Alinghi und BMW Oracle Racing im Februar 2010 vor Valencia ausgetragen. BMW Oracle gewann den America’s Cup mit ihrem Trimiaran gegen Alinghi mit 2:0. John Kostecki war bei beiden Rennen als Taktiker an Bord.

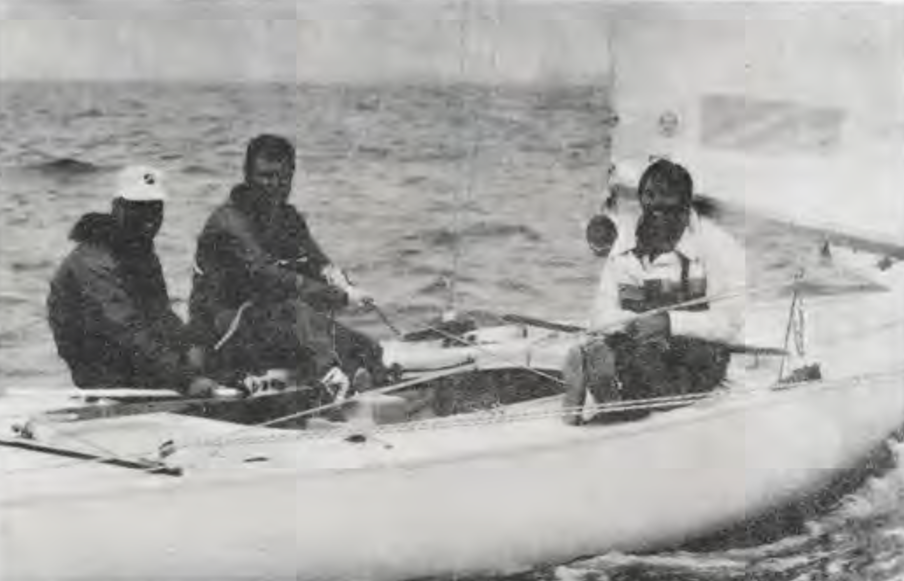
John Kostecki, Robert Billingham, William Baylis im Soling, Weltmeisterschaft La Trinite-sur-Mer, 1986